# Corticarina williamsi
Corticarina williamsi es una especie de coleóptero de la familia Latridiidae.

## Distribución geográfica
Habita en Durban y  Natal en (Sudáfrica).